# Страна ОЗ (фильм)
«Страна ОЗ» — российская чёрная комедия режиссёра Василия Сигарева, снятая по сценарию Сигарева и Андрея Ильенкова. Главные роли в фильме исполняют Яна Троянова, Гоша Куценко, Андрей Ильенков и Александр Баширов.
Премьера фильма состоялась 10 июня 2015 года в основной конкурсной программе кинофестваля «Кинотавр», где картина получила приз имени Г. Горина «За лучший сценарий» и приз Гильдии киноведов и кинокритиков «Слон». В российский прокат картина вышла 3 декабря 2015 года.

## Сюжет
Лена Шабадинова со своей старшей сестрой Иркой приходят в гости к знакомому Ирки, который на днях устроил ей нетёплый приём. В подъезде сёстры обсуждают план мести, но всё заканчивается тем, что Ирку повторно сбрасывают с балкона, в результате чего она ломает копчик и попадает в больницу. После того, как Ирку отвозят в больницу, Лена звонит своей тёте Любе, оповещает её об этой новости и спрашивает, где находится улица Торфорезов в Екатеринбурге. Улица Торфорезов нужна Лене для того, чтобы найти там продуктовый ларёк, куда она устроилась на работу. Не получив ответа от тёти Любы, она ловит попутку и отправляется в Екатеринбург, чтобы самой попытаться найти нужную улицу.

## В ролях
| Актёр                | Роль                   |
| -------------------- | ---------------------- |
| Яна Троянова         | Ленка Шабадинова       |
| Гоша Куценко         | Роман                  |
| Андрей Ильенков      | Андрей                 |
| Александр Баширов    | Дюк                    |
| Евгений Цыганов      | водитель под бутиратом |
| Владимир Симонов     | бард Алексей Пабердин  |
| Светлана Камынина    | жена барда             |
| Инна Чурикова        | мать Диванных воинов   |
| Олег Тополянский     | диванный воин #1       |
| Илья Талочкин        | диванный воин #2       |
| Евгений Смирнов      | диванный воин #3       |
| Юлия Снигирь         | Фифа                   |
| Александр Мосин      | муж Фифы               |
| Алиса Хазанова       | Снегурочка #1          |
| Дарья Екамасова      | Снегурочка #2          |
| Дмитрий Куличков     | начальник ОВД          |
| Ирина Белова         | Ирка                   |
| Бабек Акперов        | Грек                   |
| Зинаида Бондаревская | Любка                  |
| Евгений Ройзман      | камео                  |

## Съёмки
Фильм снимался в городе Екатеринбурге. Рабочее название — «Занимательная этология».

## Награды и номинации
- 2015 — Кинофестиваль «Кинотавр»:
  - приз имени Григория Горина за лучший сценарий
  - приз Гильдии киноведов и кинокритиков
  - номинация на главный приз
- 2015 — 22 ММКФ «Лістапад» в Минске — диплом «За высокую художественность звукового решения»
- 2015 — Премия «Ника»:
  - премия за лучшую женскую роль второго плана — Инна Чурикова
  - номинация на премию за лучший игровой фильм
  - номинация на премию за лучшую режиссуру — Василий Сигарев
  - номинация на премию за лучшую женскую роль — Яна Троянова
  - номинация на премию за лучшую мужскую роль второго плана — Александр Баширов
  - номинация на премию за лучшую мужскую роль второго плана — Владимир Симонов
  - номинация на премию за лучшую работу звукорежиссёра — Владимир Головницкий
- 2016 — сценарная премия «Слово» имени Валентина Черных за лучший сценарий полнометражного фильма — Василий Сигарев и Андрей Ильенков[6]